# Julija Bojanova
Julija Bojanova (in bulgaro Юлия Боянова?; Sofia, 27 settembre 1949) è un'ex cestista e dirigente sportiva bulgara.

## Carriera
Con la Bulgaria ha disputato tre edizioni dei Campionati europei (1966, 1968, 1970)